# Primul război anglo-neerlandez
Numit și Primul Război Neerlandez în Anglia (în engleză First Dutch War) sau Primul Război Englez (în neerlandeză Eerste Engels Oorlog) în Provinciile Unite, a durat între 1652-1654 și a fost primul din cele patru Războaie Anglo-Neerlandeze. A fost primul război din istorie purtat în întregime numai pe mare, părțile beligerante fiind Republica Angliei (Commonwealth of England) și Provinciile Unite ale Țărilor de Jos. Cauzat de dispute comerciale, războiul a debutat cu atacuri asupra comerțului neerlandez dar a evoluat în bătălii între flote mari. În cele din urmă, Marina Engleză a obținut controlul asupra mărilor din jurul Angliei și i-a forțat pe neerlandezi să accepte monopolul englez asupra comerțului dintre Anglia și coloniile englezești. 

## Context
În secolul al XVII-lea Anglia și Țările de Jos fuseseră aliate apropiate împotriva ambițiilor Habsburgilor. Ele au cooperat în lupta contra Armadei Spaniole din 1588. Anglia a sprijinit Țările de Jos în Războiul de Optzeci de Ani prin bani și soldați. Un reprezentant englez era prezent în permanență în guvernul neerlandez pentru a coordona efortul comun de război. Pacea separată dintre Anglia și Spania din 1604 a tensionat relațiile biltaterale. Slăbirea puterii spaniole la sfârșitul Războiului de Treizeci de Ani în 1648 a însemnat că multe posesiuni coloniale din Imperiul Spaniol și cel Portughez erau lipsite de apărare. Graba care a urmat de a pune mâna pe coloniile iberice i-a adus pe foștii aliați în conflict. De asemenea, și neerlandezii, după ce au făcut pace cu Spania, i-au înlocuit rapid pe englezi ca negustori dominanți cu peninsula Iberică, adâncind resentimentul englez față de comerțul neerlandez care se afla într-o creștere continuă din 1590.
Până la mijlocul secolului al XVII-lea neerlandezii au construit de departe cea mai mare flotă mercantilă din Europa, cu mai multe nave decât toate celelalte state combinate la un loc, iar economia lor, bazată în principal pe comerțul maritim, le-a dat o poziție dominantă în comerțul european, în special în Marea Nordului și în Marea Baltică. Mai mult decât atât, ei au cucerit cea mai mare parte a teritoriilor și posturilor comerciale portugheze din Indiile de Est și Brazilia, care le-a oferit controlul asupra comerțului cu mirodenii extrem de profitabil. Ei au obținut chiar și o influență semnificativă asupra comerțului Angliei cu coloniile ei încă mici din America de Nord. 
Diferențele de comerț și transport maritim dintre Anglia și Provinciile Unite erau în creștere: în primul rând pentru că transportul maritim și comerțul englez se baza pe taxe și tarife, în timp ce sistemul neerlandez s-a bazat pe comerțul liber fără tarife și taxe. Astfel, produsele olandeze erau mai puțin costisitoare și mai competitive pe piața mondială decât produsele englezești. De exemplu, un negustor englez de lână, a cărui activitate se desfășura în mare parte cu porturile englezești din America, s-a plâns în 1651 că, deși navele sale englezești vor transporta pânză de lână în America pentru a fi vândută, se aștepta să se întoarcă din porturile americane cu 4.000-5.000 saci de pânză de lână nevândută. Navele neerlandeze, pe de altă parte, ar pleca din porturile americane cu aproape 1.000 saci de pânză de lână nevândute. Din cauza acestor discrepanțe, comerțul englez cu piețele sale tradiționale din Marea Baltică, Germania, Rusia și Scandinavia s-a micșorat. 
O a doua cauză a avantajului neerlandez în transportul maritim și în comerț la mijlocul anilor 1600 a fost sfârșitul Războiului de Treizeci de Ani (1618-1648) care, din punct de vedere neerlandez, a fost sfârșitul Războiului de Optzeci de Ani (1568-1648) al neerlandezilor pentru independența față de Spania. Sfârșitul războiului a însemnat ridicarea embargourilor spaniole asupra coastei neerlandeze și a transportului maritim neerlandez.  Aceasta s-a tradus prin prețuri mai mici pentru produsele neerlandeze din cauza unei scăderi brusce și susținute a tarifelor de transport de marfă din Țările de Jos și a ratelor de asigurare marine neerlandeze. Mai mult decât atât, odată cu normalizarea relațiilor dintre Spania și Provinciile Unite Neerlandeze, schimburile comerciale dintre cele două țări au fost reluate aproape imediat. Între timp, comerțul englez cu Spania era încă limitat. Deja în 1651 Anglia era în criză economică. 
A treia cauză a avantajului comercial neerlandez a fost Războiul Civil Englez (1642-1651). În 1649, Parlamentul englez a răsturnat monarhia și l-a decapitat pe regele Carol I. Până în 1651, Parlamentul englez a rămas în război cu regaliștii atât acasă cât și în unele dintre coloniile Angliei. Între 1649-1651 Parlamentul de la Londra a decis extinderea și îmbunătățirea Marinei Engleze pentru a continua războiul civil pe mare.   În același timp, războiul a creat ravagii în comerțul și transportul maritim englez. La 1 august 1650 a fost creată de Parlament prima Comisie de Comerț, cu scopul de a analiza în detaliu condițiile comerciale.  În efortul de a aduce sub ascultare coloniile regaliste și de a-i opri pe regaliști să fugă din Anglia, Parlamentul a interzis în octombrie 1650 oricărei corăbii străine de a vizita sau a face comerț cu orice plantație englezească din America, fără licență; aceiași lege permitea atât marinei de război cât și a navelor particulare să captureze corăbiile care violau această interdicție. Legea era o măsură temporară de război luată în grabă, dar în vreme ce stipula în termeni generali că include toate țările, se dorea atingerea neerlandezilor, iar anul următor a fost urmată de un act de navigație pregătit cu grijă.  În acea perioadă autoritățile engleze erau îngrijorate că timp de mai mulți ani negustorii din Anglia au preferat să își transporte spre metropolă propria marfă pe corăbii neerlandeze pentru că era mai ieftin decât să folosească corăbii englezești; astfel că navele neerlandeze erau folosite chiar și pentru importarea propriilor produse americane, în timp ce navele englezești de comerț stăteau în port, până și marinarii englezi, în lipsă de muncă, intrând în serviciul neerlandezilor.  Englezii i-au acuzat pe neerlandezi că au profitat de pe urma tulburărilor Războiului Civil Englez.
Cu victoria lor asupra flotei spaniole în Bătălia de la Downs din 21 octombrie 1639, încrederea neerlandeză în abilitățile sale navale a crescut la un asemenea grad încât după încheierea păcii cu Spania în 1648 au permis ca flota lor să se deterioreze foarte mult. Marina neerlandeză avea cinci Amiralități autonome (Colegii). După 1648 aceste colegii au vândut multe dintre navele lor. Una dintre navele vândute a fost chiar nava amiralului neerlandez Maarten Tromp, Aemilia, de 600 de tone și dotată cu 57 de tunuri. Amiralul Tromp a fost nevoit să preia nava Brederode, de 600 de tone și cu 54 de tunuri, ca navă port drapel. La debutul acestui prim război anglo-neerlandez în 1652, marina neerlandeză avea doar 79 de nave la dispoziție.  În plus, multe dintre aceste nave aveau nevoie de reparații serioase, astfel încât mai puțin de 50 de nave erau în condiția de a putea ieși pe mare. Deficiența marinei neerlandeze se dorea a fi remediată prin contractarea corăbiile armate de negustori. Toate navele aveau o putere de foc inferioară navelor englezești din prima și a doua categorie.
Pe de altă parte, flota Comunității Angliei era inițial într-o stare bună și continua să fie îmbunătățită. Comunitatea a câștigat Războiul Civil Englez în 1652 cu o flotă puternică și eficientă, care a sprijinit și a aprovizionat armata lui Cromwell în războaiele din Scoția și Irlanda; a blocat flota regalistă a Prințului Rupert la Lisabona; și a organizat un sistem de convoaie pentru a proteja comerțul Comunității împotriva roiurilor de privatieri create în fiecare port european împotriva acestuia. La 24 septembrie 1650 generalul-pe-mare Robert Blake a învins flota portugheză într-o luptă violentă, scufundând nava vice-amiralului portughez și capturând șapte corăbii, obligând Portugalia să își retragă protecția asupra lui Rupert. În 1651 fortărețele regaliste din Insulele Scilly, Insula Man și din Insulele Canalului au fost capturate, iar în 1652 generalul George Ayscue a recuperat posesiunile coloniale ale Angliei din Indiile de Vest și din America de Nord. Marina engleză fusese organizată pe o bază financiară sigură printr-o lege din 10 noiembrie 1650 care a impus un impozit de 15% asupra transportului maritim și condiția ca banii astfel ridicați să fie utilizați pentru finanțarea forțelor navale de protecție a convoaielor. Între 1649 și 1651 Parlamentul englez a extins considerabil și a îmbunătățit marina engleză. Noua navă-amiral a amiralului neerlandez Tromp, Brederode, era cel mai mare vas din flota neerlandeză; dar Anglia deținea 18 nave de nivel superior lui Brederode în putere de foc. Mai mult decât atât, nu numai că erau navele englezești mai mari, cu mai multe tunuri, dar tunurile englezești în sine erau mai mari decât tunurile din marina neerlandeză.  Deci, englezii puteau trage și lovi navele inamice de la o distanță mai mare, iar atunci când ghiulelele englezești loveau navele inamice făceau mai multe daune.

## Tensiunile politice dintre Comunitate și Republică

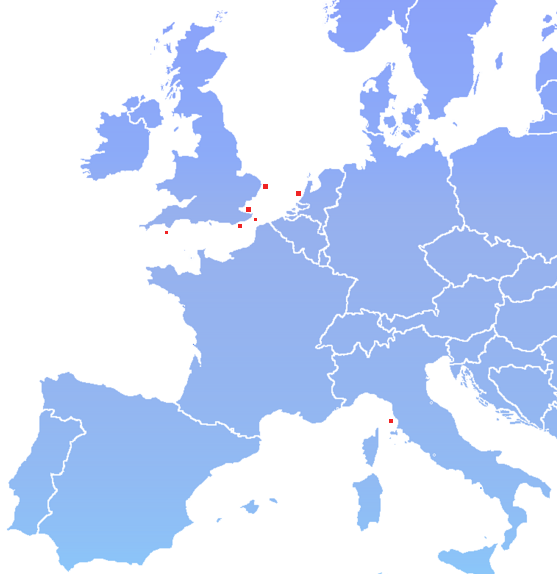
Locaţia bătăliilor din cadrul Primului război anglo-neerlandez

În timpul Războiului Civil Englez stadhouderul neerlandez  Frederick Henric a dat un important sprijin financiar regelui Carol I al Angliei, cu care avea strânse legături de familie, și de mai multe ori a fost la un pas de a interveni cu puternica sa armată. Când Carol a fost decapitat, neerlandezii au fost revoltați de acest regicid. Prin urmare Oliver Cromwell a considerat Republica neerlandeză ca fiind un dușman. Cu toate acestea, Comunitatea Angliei și Republica neerlandeză aveau multe lucruri în comun: ele erau atât republici cât și protestante. Când după moartea lui Frederick Henric fiul său, stadhouderul Wilhelm al II-lea, Prinț de Orania, a încercat să-și îndeplinească aspirațiile monarhice nutrite în ultima vreme de către tatăl său, încercând să stabilească o dictatură militară, Statele Olandei au făcut demersuri față de Cromwell, căutând sprijin împotriva lui Wilhelm, sugerând vag că provincia Olanda ar putea adera la Comunitate.
Actul de navigație, pe care Parlamentul englez l-a adoptat în 1651, limita comerțul neerlandez cu oricare dintre coloniile englezești din America, cu excepția cazului în care transportul maritim era făcut în coci englezești (adică în nave englezești). Într-adevăr, se cerea ca toate mărfurile care intrau în porturile englezești sau în porturile din coloniile englezești de oriunde din lume să fie transportate pe nave englezești.  În plus, Actul de navigație a interzis toate schimburile comerciale cu acele colonii englezești care au păstrat legături și simpatii pentru cauza regalistă a lui Carol I. Acceptarea termenilor Actului de navigație era în perspectiva neerlandeză subordonarea comerțului neerlandez la sistemul comercial englezesc.  Aceasta insulta mândria neerlandeză și le deteriora economia, dar adevărata cauză a războiului au fost acțiunile marinei englezești și a privatierilor împotriva transportului maritim neerlandez. În 1651, 140 de nave comerciale neerlandeze au fost confiscate în largul mării. Numai în luna ianurie din 1652, alte 30 de nave neerlandeze au fost capturate pe mare și duse în porturile englezești. Protestele Statelor Generale ale Provinciilor Unite adresate Angliei nu au fost de nici un folos: Parlamentul englez nu a arătat nici un semn că ar vrea sa oprească capturile făcute asupra transportului maritim neerlandez. 

## Delegația engleză de la Haga
La 6 noiembrie 1650 a murit subit stadhouderul Provinciilor Unite Wilhelm al II-lea. El fusese un prinț popular din Casa de Orania, ales stadhouder în 1647. Cu toate acestea, în timpul mandatului său ca stadhouder, politicile lui Wilhelm al II-lea au întâmpinat o nemulțumire crescândă din partea Partidului Statelor din Provinciilor Unite - facțiunea politică republicană asociată cel mai mult ideii de conducere a Statelor Generale decât a prinților Oraniști precum Wilhelm al II-lea. Partidul Statelor era deosebit de puternic în marea provincie Olanda puternic orientată pe comerț. Pentru a obține sprijin împotriva lui Wilhelm al II-lea, Partidul Statelor din provincia Olanda au apelat la Oliver Cromwell. Acum, după ce Wilhelm al II-lea a murit, Partidul Statelor se afla într-o poziție mult mai puternică politic și nu mai avea nevoie de un ajutor real al lui Cromwell împotriva stadhouderului.

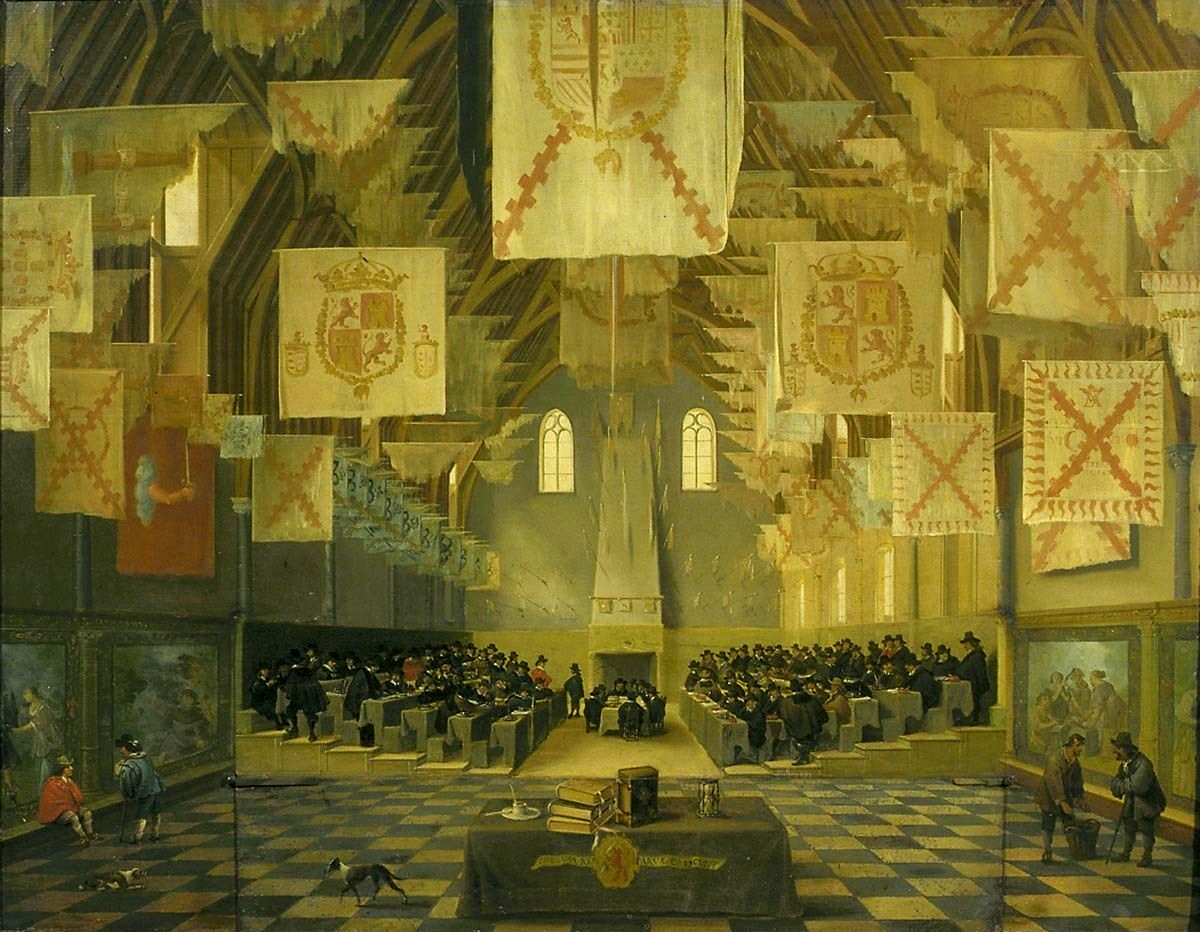
Marea adunare a Statelor Generale, în Marea Sală din Palatul Binnenhof (tablou de Dirck van Delen, 1651)

Când Statele Generale au recunoscut oficial Comunitatea Angliei la 28 ianuarie 1651, se așteptau ca astfel să rezolve pe deplin toate problemele dintre cele două țări. Spre uriașa lor rușine, cu toate acestea, la 7 martie 1651 a sosit la Haga o delegație de 246 de oameni trimiși de Cromwell, condusă de Oliver St John, să negocieze condițiile în care Republica neerlandeză s-ar putea uni ea însăși cu Anglia, așa cum Scoția s-a unit cu Anglia. Cromwell a luat mult prea în serios sugestiile anterioare ale unei fuziuni a Angliei și Țărilor de Jos. Într-o încercare politicoasă, delegația engleză i-a lăsat pe neerlandezi să vină cu primele propuneri; dar neerlandezii au fost prea uimiți și confuzi pentru a avea o reacție coerentă. După o lună de impas, delegația engleză a dezvăluit un plan al lui Cromwell de a împărți lumea în două sfere de influență: neerlandezii ar putea controla Africa și Asia; în schimb ei i-ar putea ajuta pe englezi să cucerească ambele Americi de la spanioli. Cromwell a sperat că în acest fel rivalitatea colonială va fi ușurată prin acordarea englezilor a unui imperiu profitabil. Dar neerlandezii au văzut în asta un sistem grandios absurd, care le oferea puține șanse de profit și certitudinea multor cheltuieli și a unui nou război în Țările de Jos de Sud stăpânite de spanioli. După deliberări îndelungate a delegaților celor șapte provincii, la 24 iunie aceștia au făcut o contra-propunere în 36 de articole, prin care sperau să le fie pe plac englezilor fără să se implice într-un război de cucerire a lumii. Această propunere a fost, în esență, un acord de liber schimb. Nimic nu ar fi putut înfuria mai mult delegația engleză. Tocmai faptul că englezii nu puteau concura cu neerlandezii în condiții de liber schimb a stat la baza conflictului dintre ei. Englezii au interpretat contra-propunerea ca un afront deliberat.
Între timp, alte evenimente au convins delegația engleză de animozitatea neerlandezilor. Haga era reședința tinerei văduve a lui Wilhelm al II-lea, fiica lui Carol I, Maria Henrietta Stuart, Prințesa Regală. Datorită prezenței ei la Haga, acei nobili englezi exilați care nu luptau cu fratele ei Carol al II-lea în Scoția s-au adunat în mare parte la Haga, transformând orașul într-un bastion regalist. De asemenea, Haga era de mulți ani un bastion Oranist. Membrii delegației, toti susținători ai Comunității lui Cromwell, nu-și puteau părăsi locurile de cazare fără scortă armată, de teamă să nu fie agresați de regaliști sau de mulțimi regaliste de orășeni neerlandezi aflați în solda regaliștilor. În același timp, nici un ajutor nu putea fi așteptat de la Statele Olandei, care se temeau de revoltă deschisă dacă ar fi încercat să restabilească ordinea între facțiunile engleze.
Profund dezamăgiți, delegații englezi au plecat spre Anglia în ultima săptămână a lunii iunie, raportând că neerlandezii nu erau demni de încredere și că Provinciile Unite erau sub controlul Partidului Oranist și, prin urmare, reprezentau o amenințare pentru securitatea Comunității.

## Izbucnirea războiului

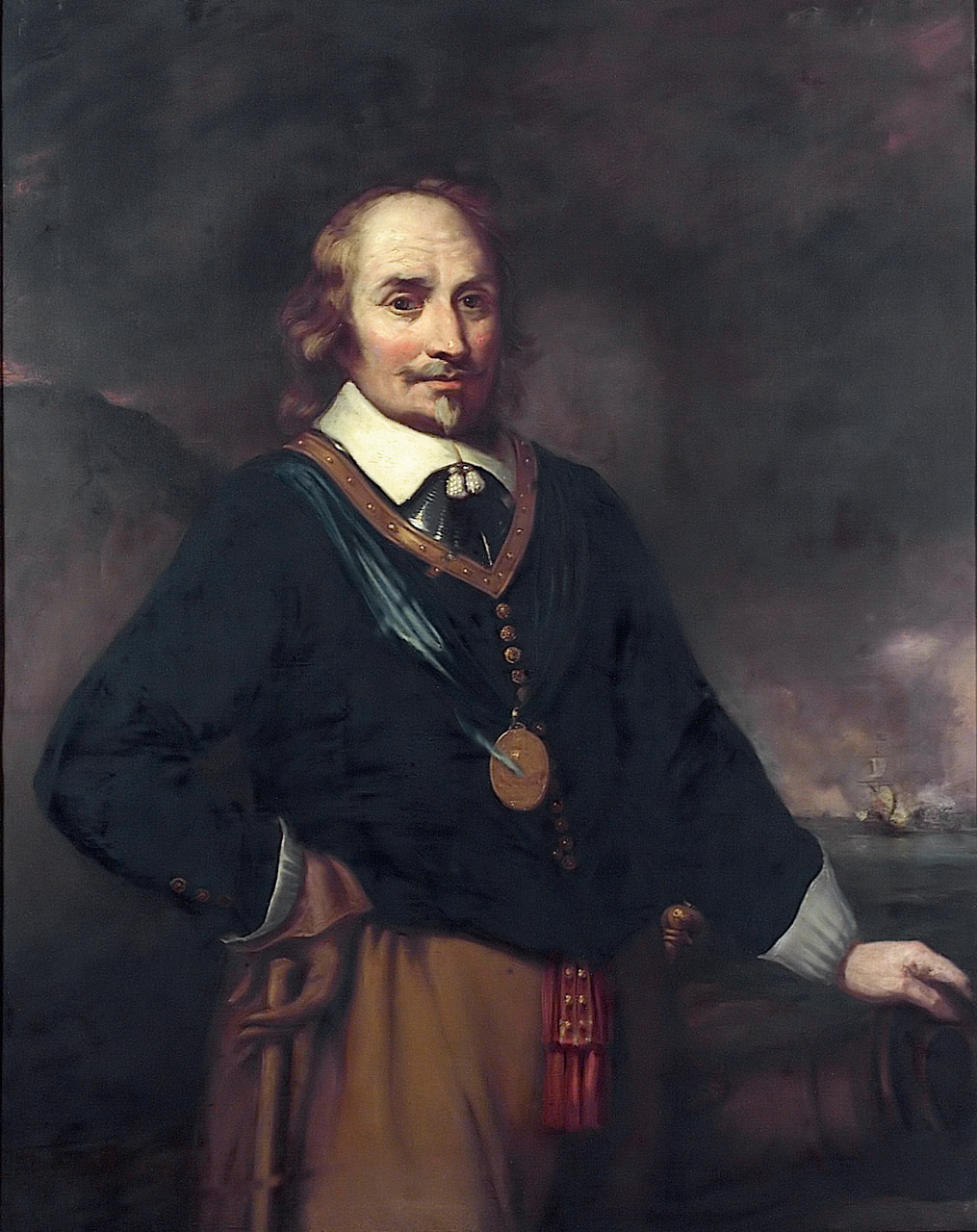
Maarten Tromp, Comandantul flotei neerlandeze, 1597–1653, după o gravură de Jan Lievensz.

Sprijinul francez pentru regaliștii englezi a determinat Comunitatea să emită scrisori de cursă împotriva navelor franceze și a bunurilor franceze transportate pe nave neutre. Aceste scrisori dădeau dreptul de a percheziționa corăbii neutre iar cele mai multe corăbii neutre erau ale neerlandezilor. Înfuriat de tratamentul delegației engleze de la Haga și încurajat de victoria împotriva lui Carol al II-lea și a forțelor sale regaliste în Bătălia de la Worcester din 3 septembrie 1651, Parlamentul englez a adobat primul dintre Actele de navigație în octombrie 1651, așa cum s-a menționat mai sus.  S-a dispus ca numai navele englezești și navele din țara de origine a mărfurilor vor putea importa bunuri în Anglia și în colonii. Această măsură, așa cum, de asemenea, s-a menționat mai sus, a avut ca scop să împiedice în special transportul maritim neerlandez și a fost folosit ca pretext pentru a pune stăpânire pur și simplu pe navele neerlandeze; așa cum a rezumat generalul George Monck: Neerlandezii au prea mult comerț, iar englezii au hotărât să-l ia de la ei. S-a creat și mai multă agitație printre negustorii din Țările de Jos atunci când George Aysue a capturat la începutul anului 1652 nu mai puțin de 27 de nave neerlandeze care făceau comerț în Barbados încălcând astfel embargoul impus de Comunitate asupra coloniei regaliste. Peste o sută de alte nave neerlandeze au fost capturate de privatieri/corsari între octombrie 1651 și iulie 1652. În plus, moartea stadhouderului neerlandez Wilhelm al II-lea, care a favorizat extinderea armatei în detrimentul marinei, a condus la modificarea politicii de apărare a Provinciilor Unite prin protejarea marilor interese comerciale ale Amsterdamului și Rotterdamului. În consecință, Statele Generale au decis la 3 martie 1652 să extindă flota de război prin închirierea și echiparea a 150 de nave comerciale în calitate de nave de război pentru a permite escortarea convoaielor în mod eficient împotriva acțiunilor ostile ale englezilor.

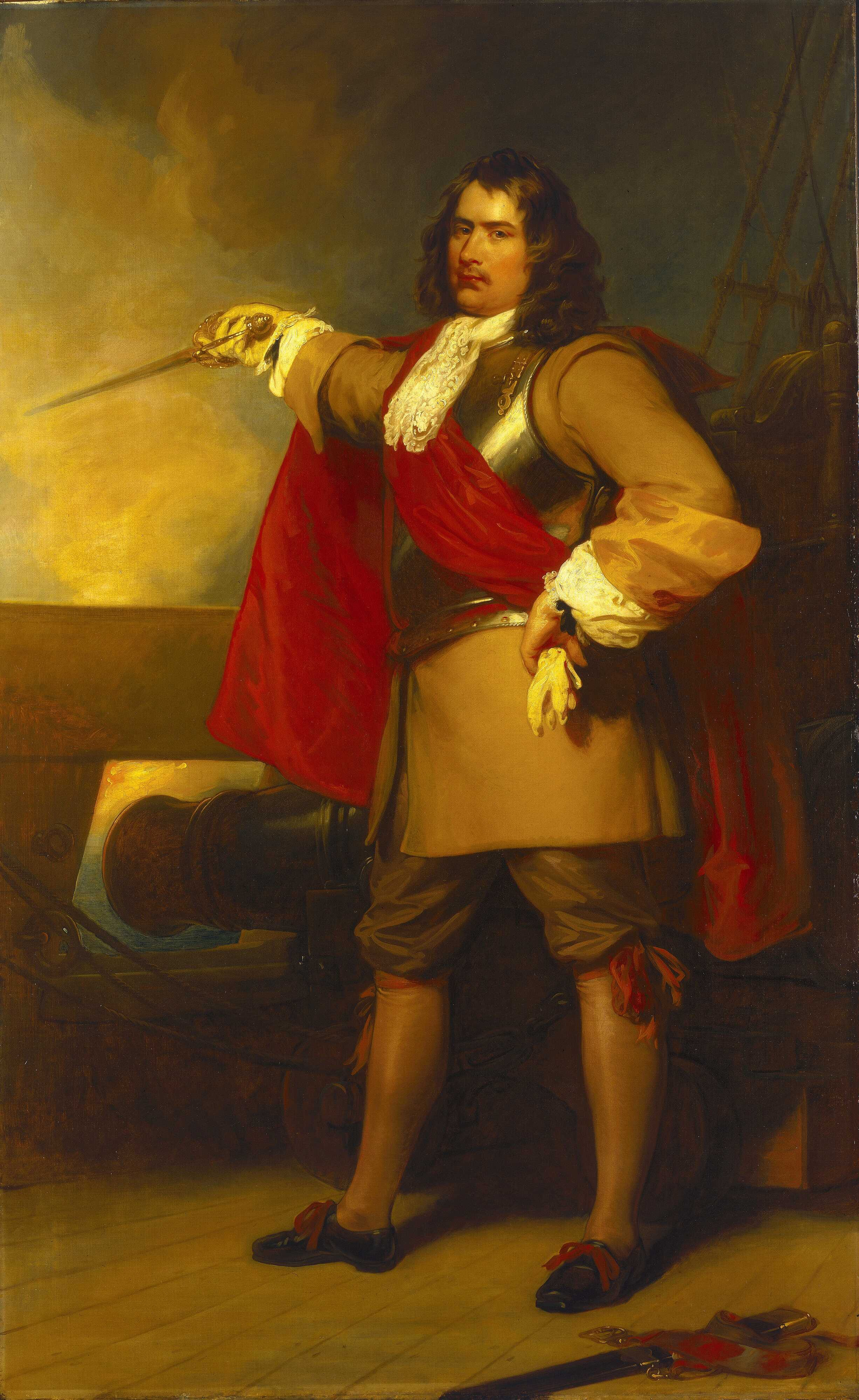
Robert Blake, General-pe-mare, 1599–1657 tablou de Henry Perronet Briggs, pictat în 1829.

Vestea aceste decizii a ajuns la Londra la 12 martie și Comunitatea a început și ea să se pregătească de război, însă cum ambele națiuni era nepregătite, războiul ar fi fost amânat dacă nu ar fi avut loc întâlnirea nefericită dintre flotele locotenentului-amiral neerlandez Maarten Tromp și a generalului-pe-mare Robert Blake în Canalul Mânecii lângă Dover la 29 mai 1652. O ordonanță a lui Cromwell cerea tuturor flotelor străine din Marea Nordului sau din Canal să își coboare pavilionul în salut, reînviind un vechi drept asupra căruia englezii au insistat mult timp, dar când Tromp a fost tardiv în a se conforma, Blake a deschis focul, declanșând scurta Bătălie de la Goodwin Sands. Tromp a pierdut 2 nave dar a escortat convoiul său în siguranță.

## Desfășurarea războiului
Statele Olandei l-au trimis la Londra pe cel mai înalt oficial al lor, pe Marele Pensionar Adriaan Pauw, într-o ultimă încercare disperată de a preveni războiul, dar în zadar: cererile englezilor au devenit atât de exagerate încât nici un stat respectabil nu le-ar putea lua în seamă. Parlamentul englez a declarat război la 10 iulie 1652. Diplomații neerlandezi și-au dat seama de ce era în joc, unul dintre ambasadori afirmând la plecare: Englezii sunt gata să atace un munte de aur; noi suntem pe cale de a ataca un munte de fier. Cu toate acestea, oraniștii neerlandezi jubilau: se așteptau ca victoria sau înfrângerea să îi readucă la putere.

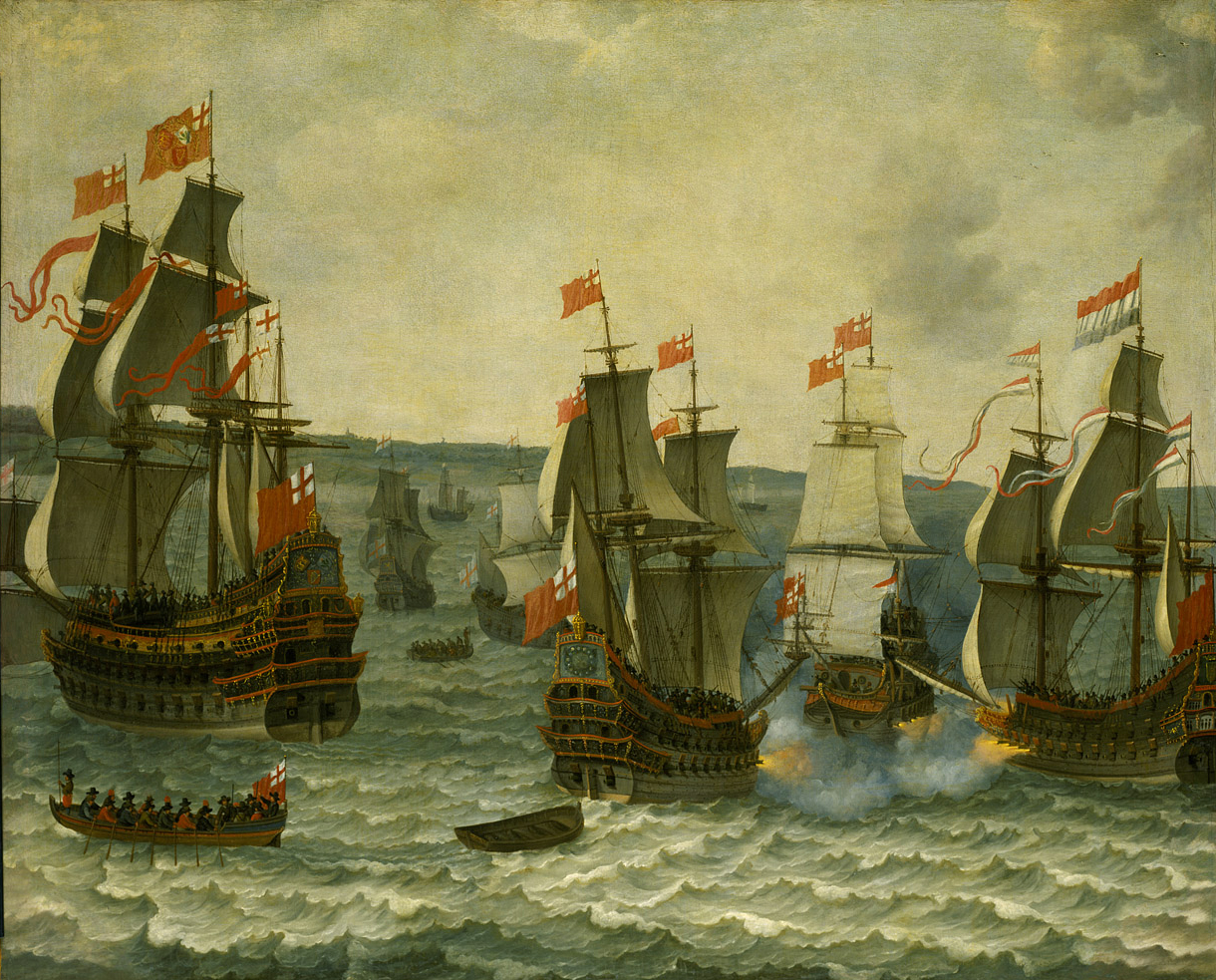
Tabloul Luptă între nave în timpul Primului Război Anglo-Neerlandez, 1652–1654 pictat de Abraham Willaerts, ar putea ilustra Bătălia de la Kentish Knock. Este o compoziție cu subiecte populare în pictura marină a vremii: în dreapta se află nava neerlandeză Brederode duelându-se cu nava engleză Resolution; în stânga apare enormul Sovereign.

În primele luni ale războiului englezii au atacat convoaiele neerlandeze. Blake a fost trimis cu 60 de nave să perturbeze pescuitul neerlandez din Marea Nordului și comerțul cu Marea Baltică, lăsându-l pe Ayscue cu o forță mai mică să păzească Canalul. La 12 iulie 1652, Ayscue a interceptat un convoi neerlandez ce se întorcea din Portugalia, capturând șapte nave comerciale și distrugând alte trei. Tromp adună o flotă de 96 de nave pentru a îl ataca pe Ayscue, dar vânturile dinspre Sud l-au ținut în Marea Nordului. Întorcându-se spre Nord pentru a îl urmări pe Blake, Tromp a ajuns flota engleză din urmă în Insulele Shetland, dar o furtună a împrăștiat navele sale și nu a mai avut loc nici o bătălie. La 26 august 1652 Ayscue a atacat un convoi neerlandez îndreptat spre ocean, comandat de vice-comandorul Michiel de Ruyter, dar a fost respins în Bătălia de la Plymouth și a fost eliberat de la comanda sa.
Tromp a fost, de asemenea, suspendat din funcție după eșecul de la Shetland, și vice-amiralul Witte de With a primit comanda flotei. Convoaiele neerlandeze fiind în siguranță în acel moment de atacurile englezilor, De With a considerat oportun să își concentreze forțele și să obțină controlul mărilor. În Bătălia de la Kentish Knock din 8 octombrie 1652 olandezii au atacat flota engleză în apropierea gurii de vărsare a fluviului Tamisa, dar au fost respinși cu multe pierderi. Parlamentul englez, crezând că neerlandezii sunt aproape de înfrângere, au trimis 20 de nave pentru a consolida poziția din Marea Mediterană, amenințată de neerlandezi prin victoria din Bătălia de la Elba. Această divizare a forțelor i-au lăsat lui Blake doar 42 de nave de război în noiembrie, în timp ce neerlandezii au făcut toate eforturile pentru a-și consolida flota lor. Acest lucru a dus la o înfrângere a englezilor de către Tromp în Bătălia de la Dungeness, în decembrie, dar nici nu a salvat flota engleză din Marea Mediterană, în mare parte distrusă în Bătălia de la Livorno din martie 1653. Neerlandezii aveau controlul efectiv al Canalului Mânecii, al Mării Nordului și a Mării Mediterane, blocând navele englezești în port. Ca urmare Cromwell a convins Parlamentul să îi contacteze în secret pentru pace pe neerlandezii. În februarie 1653 Adriaan Pauw a răspuns favorabil, trimițând o scrisoare din partea Statelor Olandei, exprimând dorința lor sinceră de a ajunge la un acord de pace.
În ciuda succeselor sale, Republica neerlandeză nu putea să susțină un război naval prelungit. Deoarece recrutarea forțată era interzisă, sume enorme a trebuit să fie plătite pentru a atrage în serviciu suficienți marinari. Privatierii englezi au provocat daune grave asupra transportului maritim neerlandez. Fiind în imposibilitatea de a-și ajuta toate coloniile lor, neerlandezii au fost nevoiți să permită portughezilor să recucerească Brazilia.
Deși politicienii au fost aproape de a pune capăt conflictului, războiul a avut un impuls propriu. În iarna din 1652-1653 englezii și-au reparat navele și și-au regândit tactica. Robert Blake a scris Instrucțiunile de Navigație și Luptă, o revizuire majoră a tacticilor navale, care conține prima descriere oficială a liniei de luptă: formația de aliniere în dreptul chilei, fiecare navă înaintând în urma alteia la doar 100 de yarzi, cu scopul de a folosi la maxim bateriile laterale. În februarie 1653 englezii erau gata să conteste puterea neerlandezilor și în Bătălia de trei zile de la Portland din martie i-au izgonit din Canal. Acest succes a pus brusc capăt dorinței engleze de pace. La 18 martie Statele Generale au trimis o propunere detaliată de pace Parlamentului englez, dar acesta a răspuns la 11 aprilie reiterând aceleași condiții care l-au gonit pe Pauw în iunie anul precedent, cerând să fie acceptate înainte chiar ca negocierile să poată începe. Statele Generale au ignorat acest lucru și la 30 aprilie au cerut ca negocierile să înceapă într-o țară neutră; la 23 mai Cromwell, care a dizolvat Parlamentul Trunchiat, a răspuns că el îi va primi pe trimișii neerlandezi la Londra; la 5 iunie Statele Generale au decis să își trimită delegații.

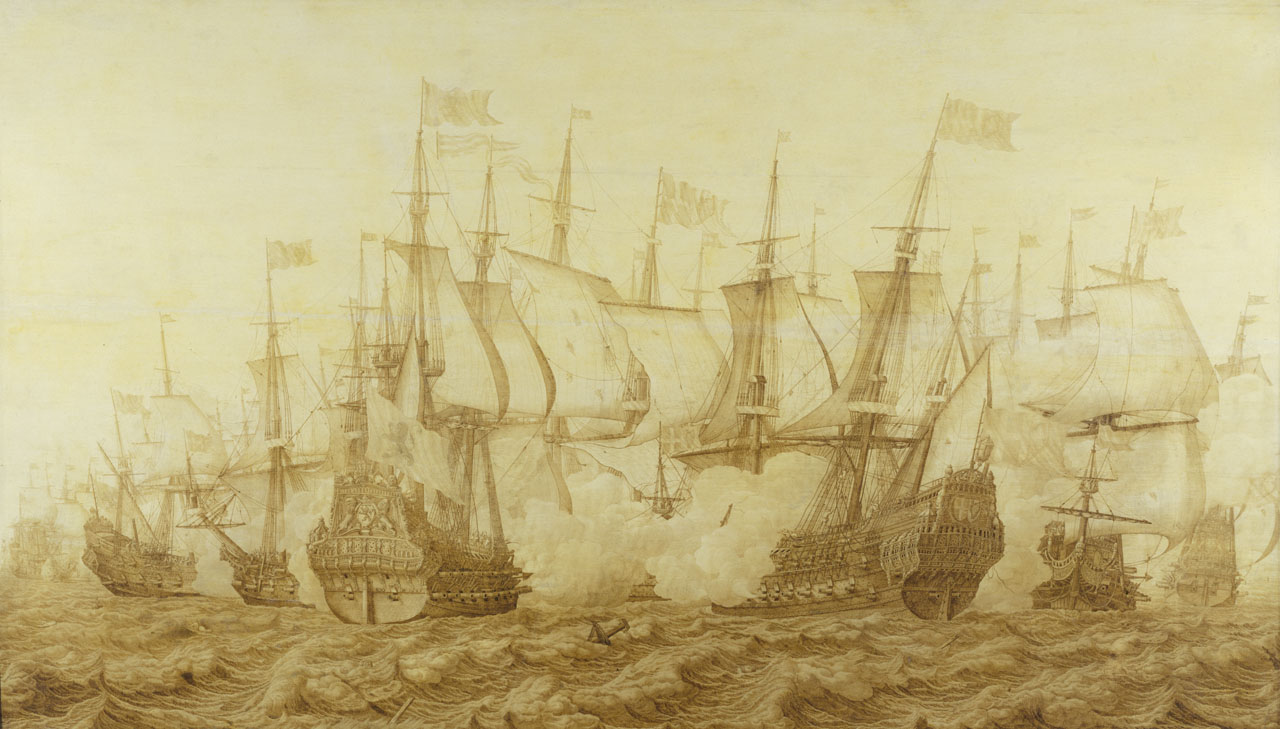
Bătălia de la Gabbard, 12 June 1653 tablou de Heerman Witmont, ilustreză nava amiral neerlandeză Brederode, la dreapta, în luptă cu nava engleză Resolution, numele din timpul Comunității al navei Prince Royal.

Între timp, marina engleză a încercat să obțină controlul asupra Mării Nordului, iar în Bătălia de două zile de la Gabbard din iunie i-a împins pe neerlandezi înapoi în porturile lor, instituind o blocadă a coastei neerlandeze, fapt ce a condus la prăbușirea imediată a economiei neerlandeze și chiar la foamete. Neerlandezii nu își puteau hrăni populația lor urbană deasă fără o aprovizionare regulată cu grâu și secară din Marea Baltică; prețurile acestor mărfuri au crescut și săracii au fost în curând în imposibilitatea de a cumpăra alimente.
Bătălia finală a războiului a fost costisitoarea Bătălie de la Scheveningen din luna august. Neerlandezii au încercat cu disperare să spargă blocada engleză; după lupte grele cu multe pagube de ambele părți, neerlandezii învinși s-au retras la Texel, dar englezii au trebuit să renunțe la blocadă. Tromp a fost ucis la începutul luptei, fapt ce a scăzut moralul neerlandezilor și le-a crescut dorința de a pune capăt războiului. Sentimente similare au apărut în Anglia. Deși mulți s-au îmbogățit în război (prăzile neerlandeze luate în timpul războiului, aproximativ 1.200 de nave comerciale sau 8% din flotă comercială a acestora, s-au ridicat la valoarea dublă a întregii flote comerciale oceanice a Angliei) comerțul în ansamblu a fost afectat. Navele comerciale englezești au fost alungate de neerlandezi din Marea Baltică, Marea Mediterană și din Indiile Orientale. Anglia a ajuns astfel în situația similară a Provinciilor Unite: comerțul ei a fost blocat la sursă, în timp ce comerțul neerlandez a fost blocat la destinație. Deși victorioși pe mare, englezii erau obosiți de neerlandezii care își refăceau flota după fiecare înfrângere iar costurile reparării și aprovizionării flotei s-au dovedit exorbitante. În cursul anului 1653 cei care se ocupau cu aprovizionarea au refuzat să mai accepte noi contracte cu Amiralitatea până ce nu vor fi achitate plățile restante; în octombrie 1653 marinarii neplătiți s-au răsculat pe străzile Londrei. Cromwell însuși a fost exasperat că două națiuni protestante au trebuit să se epuizeze în acest conflict inutil pe care el l-a început, în timp ce Spania catolică a profitat de pe urma lor. El a decis să înceapă serios negocierile cu patru trimiși neerlandezi care au sosit la sfârșitul lunii iunie. Ostilitățile s-au încheiat în mare măsură până la semnarea păcii.

## Evoluția tactică
Întâiul război anglo-neerlandez (1652-1654) a evidențiat apariția vasului de război de linie cu vele, tipul clasic al navei de luptă din veacurile al XVII-lea și al XVIII-lea. Primele vase de linie erau încă mici, nu depășeau în general ca armament 50 de tunuri, dar tipul lor constructiv de bază nu se va schimba timp de două secole până la sfîrșitul epocii velelor. Arma lor de lovire, tunul de bronz fix așezat în borduri și aruncând ghiulele de fontă sau fier, ducea întâi de toate la un duel de artilerie. Dar, cum forța de pătrundere a ghiulelelor prin carenele relativ grase de lemn era limitată, se ajungea nu rareori la abordaj, în care soldații sau marinarii înarmați luau cu asalt nava adversă. Formațiune tactică precisă de angajare a luptei nu exista; acțiunea cât mai multor tunuri asupra unui adversar urma să-l scufunde sau să-l silească să se predea. Totuși formațiile flotelor în ultimele două bătălii (de la Gabbard și de la Scheveningen) au prefigurat linia unică de șir din războaiele următoare.
S-a dezvoltat totodată și lansarea de nave incendiare (sau incendiatoare), inițiată de neerlandezi în Asediul Anversului din 1584-1585 și adoptată apoi de englezi împotriva Armadei Spaniole din 1588, îngăduită bineînțeles numai flotei din vânt. Poziția în vânt, câștigarea vântului, a fost consfințită ca principal avantaj în luptă și manevra a început să se dezvolte tocmai pentru dobândirea acestui avantaj. Amiralul neerlandez Maarten Tromp, căruia i s-a spus părintele tacticii navale, a folosit cu multă iscusință avantajul vântului și de la el au învățat și contemporanii și urmașii. În marina neerlandeză, Tromp avea să aibă un continuator și mai vestit, Michiel de Ruyter, dar în general toți comandanții de flotă neerlandezi aveau să se arate buni tacticieni. Dacă au fost învinși de englezi, aceasta s-a datorat unui factor manterial: aceștia aveau nave mai mari, mai grele, cu mai multe tunuri, mai grele, care nu se puteau construi pe estuarele puțin adânci ale Provinciilor Unite. Și apoi în această primă confruntare cu Anglia pentru stăpânirea mării, căpitanii neerlandezi ai căror bunici duseseră războiul de independență, nu mai aveau spiritul războinic mai puternic al englezilor, abia ieșiti din războiul civil care instaurase guvernarea clasei de mijloc. Tromp și De Ruyter s-au format ca marinari din adolescență, Blake și Monck au deprins meseria - ajutați de statele lor majore de profesioniști de la bord - dincolo de vârsta maturității. Potențialul naval superior al Angliei le-a îngăduit însă să rămână învingători pe mare.
Din punct de vedere tactic, războiul a fost martorul celor mai strălucite manevre și celor mai profunde transformări în luptele navale de până atunci. Linia de bătaie în șir, folosită intermitent de neerlandezi în deceniile precedente, a fost adoptată și formalizată de către englezi, devenind norma tuturor bătăliilor navale viitoare. Flote de mărimi nemaiîntâlnite până atunci (100-120 de corăbii de fiecare parte) au luptat în bătălii decisive purtate pe mai multe zile, în care pierderile s-au ridicat uneori și la 10-20 de nave. 
La începutul războiului au predominat luptele dezordonate de la mică distanță în care s-a pus accentul mai mult pe abordaj decât pe canonadă. Amiralii veterani Maarten Tromp și Robert Blake au luptat mai multe asemenea bătălii care nu s-au dovedit decisive. Datorită unor noi circumstanțe, au ajuns la comanda supremă noi amirali care au regândit tacticile navale și organizarea flotei și au pus accentul pe disciplină. Witte de With a fost unul dintre aceștia, reușind să scape din înfrângerea de la Kenitsh Knock doar cu două nave pierdute în fața flotei engleze mult superioare. În această bătălie Blake nu a reușit să își mențină flota în ordine, s-a grăbit cu câteva nave să înceapă lupta de la mică distanță, fiind depășit numeric pentru o vreme de De With care și-a menținut flota la o distanță sigură față de tunurile englezilor înainte de a obține o superioritate locală. Mai multe nave engleze au fost serios avariate (precum Sovereign și Resolution, ale căror reparații nu au fost finalizate decât târziu anul următor). Totuși, indisciplina unor căpitani și dezertarea celor din Zeeland au decis bătălia în favoarea englezilor. Animozitate generală contra lui Witte de With i-a împiedicat pe neerlandezi să recunoască că bătălia s-a încheiat mult mai bine decât se așteptau. Tromp a fost readus la comandă și a reușit să câștige la Dungeness datorită superiorității numerice hotărâtoare. Blake s-a avântat în luptă deși era în dezanvataj numeric și strategic (era sub vânt, prins între inamic și coastă) și numai lipsa de coordonare și de entuziasm a neerlandezilor i-a permis să scape pierzând relativ puține nave. Blake nu a conștientizat greșelile sale și a dat vina pe căpitanii săi. 
Bătălia de la Portland a fost purtată cu aceleași tactici, numai că englezii erau de această dată mult mai puternici. În cele din urmă, uzura fost mai mare de partea neerlandezilor care au scăpat totuși de la anihilare datorită măiestriei lui Tromp în domeniul navigației. La Gabbard George Monck a avut comanda flotei engleze și, înțelegând importanța formației și a manevrei, a adoptat linia de șir și canonada de la distanță pentru a-i împiedica pe neerlandezi să se apropie la abordaj. Limitele conducerii lui Tromp s-au arătat atunci când nu a reușit să își mai controleze flota și retragerea de a doua zi s-a transformat într-un dezastru de proporții, în care au fost pierdute nave ce ar fi trebuit să fie invulnerabile. Tromp și-a arătat încă o dată minunatele calități de navigator, reușind să câștige vântul asupra englezilor lui Monck și să execute mai multe manevre impecabile care i-au permis escadrei lui De With să iasă din Texel și să se unească cu Tromp înaintea ultimei bătălii, evitând astfel lupta în inferioritate numerică. Bătălia de la Scheveningen a fost aproape la fel de costisitoare din punct de vedere material pentru neerlandezi, dar după moartea lui Tromp la începutul bătăliei, Witte de With, Michiel de Ruyter și ceilalți amirali au dus bătălia în formație informală de linie, oglindindu-i pe englezi să lupte sub vânt și au reușit să impiedice tranformarea înfrângerii într-o debandadă asemănătoare celei de la Gabbard. Witte de With a fost instrumental în formarea ariergardei care i-a împiedicat pe englezi să obțină o victorie covârșitoare. În toamna anului 1653 flota neerlandeză a integrat mult așteptatele nave mai grele, a căror construcție începuse anul precedent, dar vremea nefavorabilă și dorința generală de pace nu a mai dus la o altă bătălie în care victoria s-ar fi anunțat mult mai greu de obținut de către englezi.

## Urmările

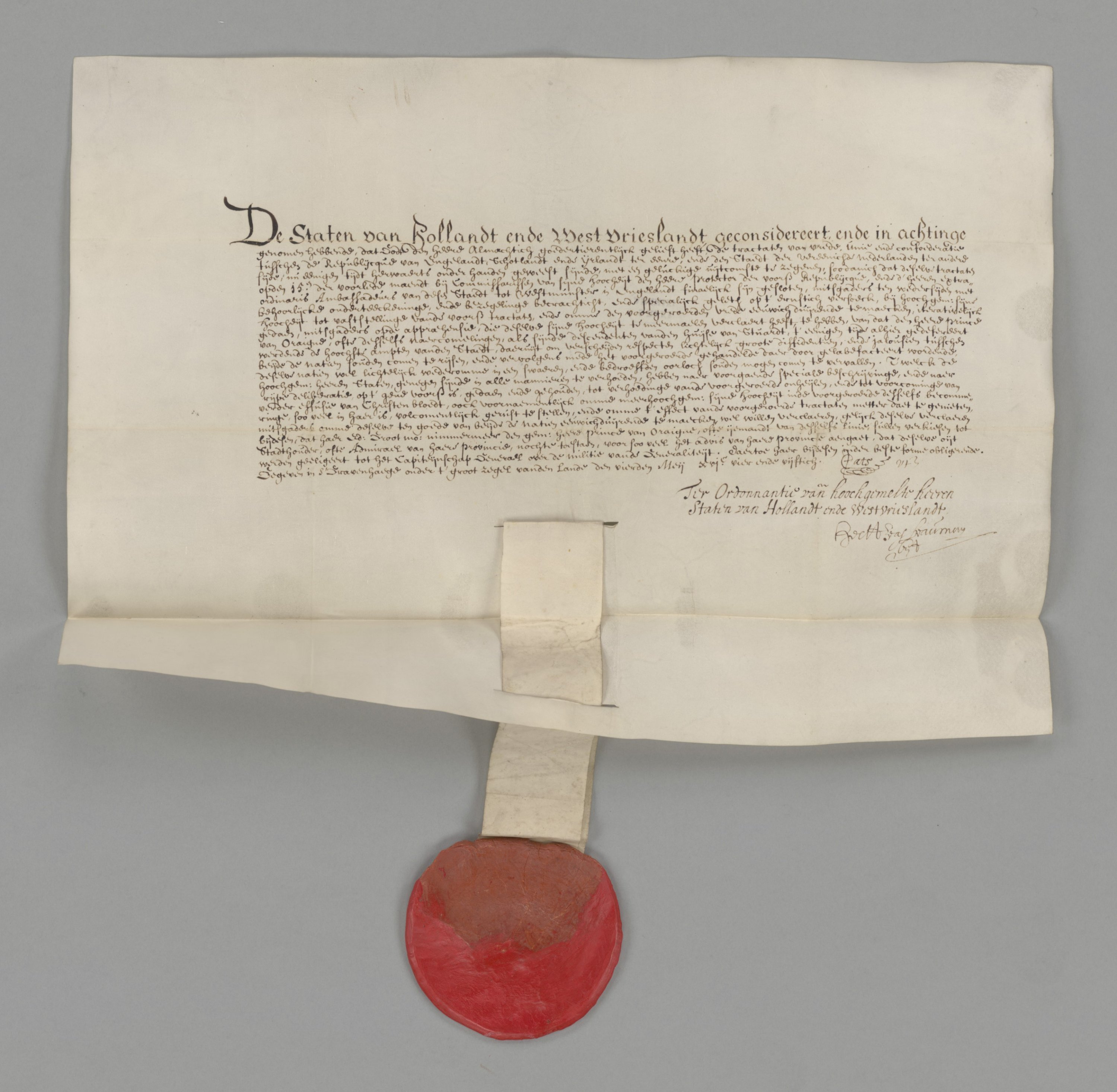
Actul de izolare

Cromwell a prezentat din nou planul său pentru o uniune politică între cele două națiuni, dar acesta a fost respins de către Statele Generale la 21 octombrie, într-un mod atât de categoric încât Cromwell și-a dat seama în cele din urmă că neerlandezii nu au avut nici cea mai mică înclinație de a adera la Comunitate. Apoi, repetând argumentele delegației engleze făcute cu doi ani înainte, el a propus o alianță militară împotriva Spaniei, cu promisiunea de a abroga Actul de Navigație în schimbul sprijinului neerlandezilor în cucerirea Americii Spaniole. Și aceasta alianță a fost respinsă. Ca urmare Cromwell, mai mult decât puțin supărat, a făcut o propunere de 27 de articole, dintre care două au fost cu totul inacceptabile pentru neerlandezi: ca toți regaliștii să fie expulzați și ca Danemarca, aliata Republicii, să fie abandonată în războiul acesteia împotriva Suediei. În cele din urmă Cromwell a cedat. A fost declarată pace la 15 aprilie 1654, prin semnarea Tratatului de la Westminster, ratificat de Statele Generale la 22 aprilie și de Cromwell la 29 aprilie. Tratatul a avut o anexă secret[, Actul de Izolare, interzicând neerlandezilor să-l numească vreodată în poziția tatălui său pe fiul ultimului stadhouder, viitorul Wilhelm al III-lea al Angliei. Această clauză, în mod clar o cerere a lui Cromwell care se temea de Oraniști, a fost probabil introdusă la dorința ascunsă a conducătorului Partidului neerlandez al Statelor, noul Mare Pensionar tânărul Johan de Witt, și a unchiului său Cornelis de Graeff.
Cu toate acestea, rivalitatea comercială dintre cele două națiuni nu a fost rezolvată. Mai ales în vastele lor imperii de peste mări, ostilitățile au continuat între companiile comerciale neerlandeze și engleze, care aveau propriile nave de război și trupe. Neerlandezii au demarat un program major de construcții navale pentru a remedia lipsa navelor de linie evidențiată în bătăliile de la Kentish Knock, Gabbard și Scheveningen. Amiralităților li s-a interzis prin lege să vândă aceste 60 de nave noi. Al Doilea Război Anglo-Neerlandez era în pregătire.